# Imperator: Rome
Imperator: Rome — відеогра жанру глобальної стратегії, розроблена Paradox Development Studio та видана Paradox Interactive 25 квітня 2019 року. Гра була анонсована 19 травня 2018 року на конференції PDXCON 2018. Є другою грою студії (після випущеної в 2008 році Europa Universalis: Rome), дії якої відбуваються в античності.

## Ігровий процес
Події гри розгортаються в період від 450 (304 до н. е.), під час піднесення Римської республіки та Війн діадохів, до 727 року від заснування Риму (27 до н. е.) на мапі, що простягається від Західної Європи до Індії.
У грі реалізована система колонізації провінцій у Центральній Європі й інших регіонах. Для здійснення колонізації потрібно переселяти жителів із сусідніх провінцій.

## Доповнення
| Назва              | Дата випуску    | Випущено з патчем | Опис |
| ------------------ | --------------- | ----------------- | --- |
| The Punic Wars     | 3 грудня 2019   | 1.3 "Livy"        | The Punic Wars додає унікальні місії й інший вміст для Риму та Карфагену, зокрема зосереджені на Пунічних війнах. |
| Magna Graecia      | 31 березня 2020 | 1.4 "Archimedes"  | Magna Graecia додає нові ігрові механіки та місії для багатьох грецьких міст-держав, як-от Афіни, Спарта та Сиракузи. У патчі 1.4 була перероблена система релігій: були додані пантеони та священні місця.                                                             |
| Epirus             | 11 серпня 2020  | 1.5 "Menander"    | Epirus додає унікальні місії та події для Епіру часів Пірра Епірського. |
| Heirs of Alexander | 16 лютого 2021  | 2.0 "Marius"      | Heirs of Alexander додає вміст для держав діадохів — нащадків імперії Александра Македонського — та дає гравцеві можливість будувати налаштовувані чудеса світу. У патчі 2.0 були істотно перероблені політика, населення й армія, а також був оновлений інтерфейс гри. |